# Chen Zhen
Chen Zhen (chiń. 陳珍; pinyin Chén Zhēn; ur. 11 stycznia 1963) – chińska piłkarka ręczna, medalistka olimpijska.
Dwukrotna olimpijka (IO 1984, IO 1988). W Los Angeles reprezentacja Chin zdobyła brązowy medal. Chen wystąpiła we wszystkich pięciu spotkaniach tego turnieju (w tym przeciwko Stanom Zjednoczonym, RFN, Korei Południowej, Austrii i Jugosławii), strzelając 19 bramek. Cztery lata później w Seulu zajęła wraz z drużyną szóste miejsce, strzelając łącznie 21 goli w pięciu spotkaniach.
Wzięła udział w mistrzostwach świata w 1986 roku, podczas których Chiny zajęły dziewiąte miejsce. Chen strzeliła 23 bramki w tym turnieju.